# Nanostreptus piraynus
Nanostreptus piraynus är en mångfotingart som beskrevs av Filippo Silvestri 1902. Nanostreptus piraynus ingår i släktet Nanostreptus och familjen Spirostreptidae. Inga underarter finns listade i Catalogue of Life.